# Dariusz Koszykowski
Dariusz Koszykowski (ur. 22 stycznia 1972 w Gryfinie) – polski kajakarz - kanadyjkarz, medalista mistrzostw świata, olimpijczyk z Barcelony 1992 i Atlanty 1996.
Dwukrotny medalista mistrzostw świata Juniorów w 1989 roku w Dartmouth: srebrny (w konkurencji C-4 na dystansie 500 metrów) i brązowy (w konkurencji C-4 na dystansie 1000 metrów)
Mistrz Polski w konkurencji:
- C-1 na dystansie 500 metrów w roku 1992,
- C-1 na dystansie 1000 metrów w latach 1992-1993,
- C-2 na dystansie 200 metrów w roku 1994,
- C-2 na dystansie 500 metrów w roku 1993.

Brązowy medalista mistrzostw świata w 1994 roku w konkurencji C-2 na dystansie 1000 metrów (partnerem był Tomasz Goliasz).
Na igrzyskach w Barcelonie wystartował w konkurencji C-2 na dystansie 1000 metrów (partnerem był Mariusz Walkowiak). Polska osada odpadła w półfinale.
Na igrzyskach w Atlancie w parze z Tomaszem Goliaszem wystartował w konkurencji C-2 na dystansie 1000 metrów odpadając w półfinale.